# Een roos van vlees
Een roos van vlees is een roman van de Nederlandse schrijver Jan Wolkers. Het boek kwam in 1963 uit bij de uitgeverij Meulenhoff. In 1985 verscheen de verfilming.

## Verhaal
Daniël is een volwassen man, hij is gescheiden van Sonja omdat hij haar geen liefde meer kon geven. Sonja en Daniël hebben samen twee kinderen, Basje en Maarten. Ze hadden ook nog een dochtertje maar dat is op tweejarige leeftijd overleden. Terwijl Sonja en Daniël ruzie hadden, stond hun dochtertje onder een te warme douche en ze verbrandde zeer ernstig. Enkele dagen later is ze in het ziekenhuis overleden. Het boek beschrijft een dag uit het leven van Daniël waarbij de dood van het dochtertje centraal staat. Daniël heeft de dood nooit kunnen verwerken en zijn vrouw ook niet. Daarom zijn ze toen ook gescheiden. Daniël denkt erg veel aan zijn dochtertje en af en toe komen er flashbacks van het ongeluk naar voren. Daniël lijdt ook aan astma. Dit heeft hij gekregen na het ongeluk van zijn dochtertje. Hij ondervindt hier veel last van en krijgt het vaak ontzettend benauwd. Zo ook op deze dag, dat wordt afgewisseld met herinneringen aan zijn dochtertje en problemen met zijn astma. Op deze dag komen ook verschillende mensen op bezoek. Allereerst komen zijn ouders op bezoek vanwege het feit dat hij jarig is. Hierna komt zijn zoontje Basje op bezoek. Hij komt altijd tussen de middag bij Daniël eten. Die avond zou Daniel met een vriendin naar een voorstelling gaan. De vriendin belt af en stuurt een vriendin van haar naar Daniël toe om hem te vergezellen. Als Emmy (zo heet ze) bij Daniël aankomt krijgt hij het heel benauwd. Het wordt zelfs zo erg dat ze niet kunnen gaan. Emmy gaat niet naar huis maar blijft de hele nacht bij hem. Daniël slaapt en droomt en tussen zijn dromen over zijn dochtertje vertelt Emmy haar verhaal.